# Tetraria pleosticha
Tetraria pleosticha là loài thực vật có hoa trong họ Cói. Loài này được C.B.Clarke miêu tả khoa học đầu tiên năm 1898.